# Quod Votis
 Quod Votis  è un'enciclica di papa Leone XIII, datata 30 aprile 1902, scritta all'Episcopato dell'Impero austro-ungarico, circa la fondazione di una Università cattolica.